# DigixArt
DigixArt娱乐簡易股份有限公司是位於法國蒙彼利埃的電子遊戲開發公司。名稱來自於“第十藝術”，知名作品包括《11-11：記憶重述》和《九十六號公路》。公司创始人为《英勇之心：偉大戰爭》導演Yoan Fanise。

## 歷史
DigixArt工作室於2015年4月由Yoan Fanise創立。他此前在育碧蒙彼利埃工作了14年，在他担任游戏导演的项目《英勇之心：偉大戰爭》在英国学院游戏奖获奖之后，他決定成立自己的公司，因为他希望能比在3A級工作室更快速地開發獨立遊戲。工作室的名稱來自於“第十藝術”，《英勇之心：偉大戰爭》团队曾獲得同名獎項。該工作室成立時仅有6人和一些約聘員工。
工作室的首款遊戲《Lost in Harmony》，耗时九個月的時間開發完成，这是一款與歌手怀克里夫·让合作的节奏游戏。因为Fanise此前曾參與《舞力全開》的開發，因此決定带领團隊开发本作，希望以此向玩家介紹古典音乐的歷史。這款遊戲发售時收获了普遍好評。
在这之后，DigixArt與阿德曼动画合作开发敘事冒险游戏《11-11：記憶重述》。與《英勇之心：偉大戰爭》一樣，该作的背景也設定在第一次世界大戰。該遊戲由万代南梦宫娱乐负责发行，本作開發时长花为18個月，发售日为2018年11月9日，即一战停戰百年紀念日的兩天前。
該工作的第三款遊戲是《九十六號公路》，最初于2020年游戏大奖颁奖礼上公布，于2021年8月16日发行。该公司原本與科赫媒体（后更名为Plaion）談判《九十六號公路》的发行协议，不过科赫媒体的母公司拥抱者集团在2021年8月以3億美元的價格全面收購了DigixArt和其他七家工作室。DigixArt因此成为拥抱者集团旗下Plaion集群的子公司。

## 開發遊戲
| 年     | 标题                 | 平台                                                                           |
| ------ | -------------------- | ------------------------------------------------------------------------------ |
| 2016年 | 夢境旋律             | Windows、iOS、任天堂Switch                                                     |
| 2018年 | 11-11：記憶重述      | Windows、PlayStation 4、Xbox One                                               |
| 2021年 | 九十六號公路         | Windows、任天堂Switch、PlayStation 4、PlayStation 5、Xbox One、Xbox Series X/S |
| 2023年 | 九十六號公路：0 英里 | Windows、任天堂Switch、PlayStation 4、PlayStation 5、Xbox One、Xbox Series X/S |

## 外部連結
- 官方网站